# Pseudohydrophilus hartungi
Pseudohydrophilus hartungi is een keversoort uit de familie Coptoclavidae. De wetenschappelijke naam van de soort is voor het eerst geldig gepubliceerd in 1896 door Meunier.